# Екзарх-Йосиф
Екзарх-Йо́сиф (болг. Екзарх Йосиф) — село в Русенській області Болгарії. Входить до складу общини Борово.

## Населення
За даними перепису населення 2011 року у селі проживали 532 особи.
Національний склад населення села:
| Національність   | Кількість осіб | Відсоток |
| ---------------- | -------------- | -------- |
| болгари          | 508            | 96,0%    |
| турки            | 8              | 1,5%     |
| Всього відповіли | 529            |          |

Розподіл населення за віком у 2011 році:
Динаміка населення: